# R. Léopold Club Walcourt
Royal Léopold Club Walcourt was een Belgische voetbalclub uit Walcourt. De club was aangesloten bij de KBVB met stamnummer 1610. De club speelde in haar geschiedenis enkele seizoenen in de nationale reeksen.

## Geschiedenis
Léopold Club Walcourt werd opgericht op 26 januari 1930. Bij de toetreding tot de KBVB kreeg de club stamnummer 1610.
Het grootste deel van haar geschiedenis speelde de club in de provinciale reeksen uit Namen. Op 8 mei 1955 bestond de club 25 jaar en kreeg hierdoor het koninklijke predicaat. De naam van de club werd hierop Royal Léopold Club Walcourt.
Pas in 1995 kon de club voor het eerst promotie vieren naar de nationale reeksen. De eerste jaren speelde de club meestal tegen degradatie, maar kon telkens nipt het behoud afdwingen. Het derde seizoen in Vierde klasse eindigde de club op een 7e plaats, wat het beste resultaat van de club werd. Het vijfde achtereenvolgende seizoen in Vierde klasse werd RLC Walcourt troosteloos laatste waardoor het degradeerde naar Eerste provinciale.
Als gevolg van het spelen op nationaal niveau kreeg de club financiële problemen. Deze kreeg de club niet opgelost waardoor de club in 2003 haar activiteiten diende te staken. Het stamnummer van de club werd hierbij geschrapt.
Twee jaar later werd een nieuwe club opgericht: Union Sportive Walcourt (stamnummer 9474).

## Resultaten
| Seizoen | Klasse | Klasse | Klasse | Klasse | Klasse | Klasse | Klasse | Klasse | Reeks              | Punten | Opmerkingen |
|         | I      | II     | III    | IV     | P.I    | P.II   | P.III  | P.IV   |                    |        |             |
| ------- | ------ | ------ | ------ | ------ | ------ | ------ | ------ | ------ | ------------------ | ------ | ----------- |
| 1994/95 |        |        |        |        | 1      |        |        |        | Eerste prov. Namen | ?      |             |
| 1995/96 |        |        |        | 12     |        |        |        |        | Vierde Klasse D    | 30     |             |
| 1996/97 |        |        |        | 11     |        |        |        |        | Vierde Klasse D    | 36     |             |
| 1997/98 |        |        |        | 7      |        |        |        |        | Vierde Klasse D    | 39     |             |
| 1998/99 |        |        |        | 10     |        |        |        |        | Vierde Klasse D    | 36     |             |
| 1999/00 |        |        |        | 16     |        |        |        |        | Vierde Klasse D    | 14     |             |